# Liste der portugiesischen Botschafter in Costa Rica
Die Liste der portugiesischen Botschafter in Costa Rica listet die Botschafter der Republik Portugal in Costa Rica auf. 
Portugal eröffnete 1961 eine Legation (ab 1964 Botschaft) in der costa-ricanischen Hauptstadt San José und ein erster Geschäftsträger wurde dort am 2. Januar 1962 akkreditiert. 1975 wurde die Botschaft wieder geschlossen, danach war der Portugiesische Botschafter in Kolumbien, seit 2015 der Vertreter Portugals in Panama für Costa Rica zuständig, wo er sich dazu zweitakkreditiert (Stand 2019).
In der costa-ricanischen Hauptstadt San José ist ein portugiesisches Honorarkonsulat eingerichtet.

## Missionschefs
| Name                                                  | Bild       | Amtszeit                     | Anmerkungen                                                                           |
| Costa Rica                                            | Costa Rica | Costa Rica                   | Costa Rica                                                                            |
| ----------------------------------------------------- | ---------- | ---------------------------- | ------------------------------------------------------------------------------------- |
| António Augusto Coelho Bártolo                        |            | 1970 –19. November 1974      | Botschafter mit Amtssitz San José, am 14. Dezember 1970 akkreditiert                  |
| Amândio Mourão de Mendonça Corte Real da Silva Pinto  |            | 5. Januar 1975 –5. Juli 1975 | Botschafter mit Amtssitz San José, am 9. Januar 1975 akkreditiert                     |
| Amândio Mourão de Mendonça Corte Real da Silva Pinto  |            | ab 1975                      | Botschafter mit Amtssitz Panama-Stadt, am 26. September 1977 in San José akkreditiert |
| António Manuel Syder Santiago                         |            | ab 1988                      | Botschafter mit Amtssitz Bogotá, am 11. August 1988 in San José akkreditiert          |
| António Abel Martins Pereira de Menezes Pinto Machado |            | ab 1991                      | Botschafter mit Amtssitz Bogotá, am 12. November 1991 in San José akkreditiert        |
| Augusto Martins Gonçalves Pedro                       |            | ab 1996                      | Botschafter mit Amtssitz Bogotá                                                       |
| Joaquim José Ferreira da Fonseca                      |            | ab 2005                      | Botschafter mit Amtssitz Bogotá                                                       |
| Augusto José Pestana Saraiva Peixoto                  |            | ab 2007                      | Botschafter mit Amtssitz Bogotá                                                       |
| João Manuel Mendes Ribeiro de Almeida                 |            | ab 2013                      | Botschafter mit Amtssitz Bogotá                                                       |
| Pedro Maria Santos Pessoa e Costa                     |            | seit 2015                    | Botschafter mit Amtssitz Panama-Stadt                                                 |